# Gottfried Karl von Orff

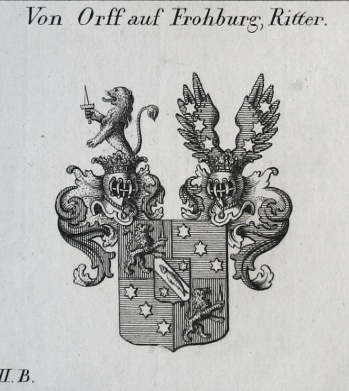
Wappen der bayerischen Adelsfamilie Orff auf Frohburg

Gottfried Karl Orff, ab 1790 Edler von Orff auf Frohburg, ab 1810 Ritter von Orff auf Frohburg (* 10. Februar 1755 in Nördlingen; † 2. September 1837 in München), war ein bayerischer Mediziner und Leiter der Münchner Hebammenschule.

## Leben und Wirken
Gottfried Karl Orff war ein Sohn des Nördlinger Stadtarztes Georg Friedrich Orff († 1779) und dessen Ehefrau Margaretha Katharina Orff, geborene Kopp. Der Mediziner Konrad Friedrich Orff († 1796) war sein Bruder.
Nach dem Schulbesuch in Nördlingen studierte Gottfried Karl Orff Medizin und Chirurgie an den Universitäten in Heidelberg und zuletzt in Erlangen, wo er zum Dr. Med. et Chir. promoviert wurde.
1773 wurde er Physicus eines kurfürstlichen Regiments in Mannheim. 1779 erhielt er im Alter von 24 Jahren den Ruf als Professor für Anatomie und Chirurgie an die Schule für Landärzte in München. 1781 wurde er zum Medizinalrat ernannt. Gottfried Karl von Orff wirkte später als Direktor der Landärztlichen Schule und wurde im Jahr 1816 zum  Vorstand der öffentlichen Hebammenschule in München ernannt.
Am 1. Oktober 1790 erhob Kurfürst Karl Theodor Gottfried Karl Orff in den erblichen Adelsstand. Nach seiner Villa „Frohburg“ in der Königinstraße erhielt er das Adelsprädikat „Edler von Orff auf Frohburg“. Da Gottfried Karl von Orff keine Nachkommen hatte, adoptierte er den bayerischen Leutnant Karl Frohburger (1797–1878), auf den der Adelstitel überging, unter welchem er sich am 13. Februar 1817 in die Bayerischen Adelsmatrikel eintragen ließ.
1810 wurde Gottfried Karl von Orff das Ritterkreuz des Verdienstordens der Bayerischen Krone verliehen, verbunden mit dem Adelsstand als Gottfried Karl Ritter von Orff.
1811 wurde er in der Nachfolge von Franz Joseph von Besnard zum Vorstand des Münchner Medicinal-Comités ernannt.
Am 1. Dezember 1823 ernannte ihn Maximilian I. Joseph von Bayern zum Obermedizinalrat.
Ludwig I., König von Bayern verlieh ihm 1831 das Ehrenkreuz des Ludwigordens.
Sein Adoptivsohn Karl von Orff (vormals Karl Frohburger) war bayerischer Armee-Oberleutnant à la suite und Registrator bei der bayerischen General-Zolladministration. Er war verheiratet mit Philippine, geborene Perpente. In Alzey, kurz vor der Staatsgrenze zur Rheinpfalz, befand sich damals eine bayerische Zollanmeldestelle, wo die Familie wohnte und Karl von Orff amtierte. Der bayerische General Karl von Orff war ihr Sohn.
Mit dem Generalmajor Carl Maximilian von Orff (1828–1905), dem Großvater des Komponisten Carl Orff, besteht Verwandtschaft: Gemeinsamer Vorfahre ist Johann Caspar Orff († 1772), der Großvater von Gottfried Karl von Orff und Ur-Ur-Großvater von Carl Maximilian von Orff.